# Eva Maria Pracht
Eva Maria Pracht, née le 29 juin 1937 à Wurtzbourg et morte le  15 février 2021 au Canada, est une cavalière canadienne de dressage.

## Biographie

### Carrière sportive
Aux Jeux olympiques d'été de 1984 à Los Angeles avec Little Joe, Eva Maria Pracht fait partie de l'équipe canadienne de dressage terminant septième ; elle est 25e de l'épreuve individuelle de dressage.
Elle remporte la médaille d'or par équipe aux Jeux panaméricains de 1987 à Indianapolis.
Aux Jeux olympiques d'été de 1988 à Séoul, elle se classe troisième de l'épreuve de dressage par équipe sur le cheval Emirage; elle termine 29e de l'épreuve individuelle.

### Famille
Elle est la fille du cavalier allemand Josef Neckermann et la mère de la cavalière canadienne Martina Pracht.

### Décès
Elle meurt le 15 février 2021 à l'âge de 83 ans des suites de la Covid-19,.